# Jules Suetens
Jules Suetens, né à Deurne le 13 avril 1887 et mort le 9 septembre 1972, est un joueur de football international belge actif principalement avant la Première Guerre mondiale. Il a disputé toute sa carrière à l'Antwerp FC, où il occupait le poste de milieu de terrain offensif.

## Carrière
Jules Suetens fait ses débuts en équipe première de l'Antwerp FC en 1904. Il s'impose rapidement dans le onze de base de l'équipe et en devient un des piliers. Ses bonnes prestations lui valent d'être appelé à sept reprises en équipe nationale belge jusqu'au déclenchement de la Première Guerre mondiale. 
Après le conflit, il rechausse les crampons pour deux saisons avec l'Antwerp avant de mettre un terme à sa carrière de joueur en 1921.

## Statistiques
| Saison                | Club                  | Championnat           | Championnat | Championnat | Coupe(s) nationale(s) | Coupe(s) nationale(s) | Total | Total |
| Saison                | Club                  | Division              | M.          | B.          | M.                    | B.                    | M.    | B.    |
| 1904-1905             | Antwerp FC            | Division 1            | 11          | 0           | 0                     | 0                     | 11    | 0     |
| 1905-1906             | Antwerp FC            | Division 1            | 14          | 2           | 0                     | 0                     | 14    | 2     |
| 1906-1907             | Antwerp FC            | Division 1            | 12          | 0           | 0                     | 0                     | 12    | 0     |
| 1907-1908             | Antwerp FC            | Division 1            | 15          | 8           | 0                     | 0                     | 15    | 8     |
| 1908-1909             | Antwerp FC            | Division 1            | 15          | 10          | 0                     | 0                     | 15    | 10    |
| 1909-1910             | Antwerp FC            | Division 1            | 13          | 4           | 0                     | 0                     | 13    | 4     |
| 1910-1911             | Antwerp FC            | Division 1            | 21          | 16          | 0                     | 0                     | 21    | 16    |
| 1911-1912             | Antwerp FC            | Division 1            | 22          | 11          | 2                     | 0                     | 24    | 11    |
| 1912-1913             | Antwerp FC            | Division 1            | 22          | 5           | 3                     | 0                     | 25    | 5     |
| 1913-1914             | Antwerp FC            | Division 1            | 12          | 0           | 2                     | 0                     | 14    | 0     |
| 1919-1920             | Antwerp FC            | Division 1            | 20          | 0           | 0                     | 0                     | 20    | 0     |
| 1920-1921             | Antwerp FC            | Division 1            | 2           | 0           | 0                     | 0                     | 2     | 0     |
| Total sur la carrière | Total sur la carrière | Total sur la carrière | 179         | 56          | 7                     | 0                     | 186   | 56    |

## Sélections internationales
Jules Suetens compte sept sélections en équipe nationale belge. Il dispute son premier match avec les « Diables Rouges » le 26 avril 1908 face aux Pays-Bas et son dernier le 26 avril 1914, contre le même adversaire. Sur ses sept matches internationaux, cinq le sont face aux « Oranjes », contre lesquels il inscrit son seul but le 20 avril 1913.
Le tableau ci-dessous reprend toutes les sélections de Jules Suetens. Le score de la Belgique est toujours indiqué en gras.
| Date       | Compétition  | Adversaire | Lieu      | Score | Remarque |
| ---------- | ------------ | ---------- | --------- | ----- | -------- |
| 26/04/1908 | Match amical | Pays-Bas   | Rotterdam | 3-1   |          |
| 19/03/1911 | Match amical | Pays-Bas   | Anvers    | 1-5   |          |
| 20/04/1913 | Match amical | Pays-Bas   | Zwolle    | 2-4   | 2e       |
| 01/05/1913 | Match amical | Italie     | Turin     | 1-0   |          |
| 04/05/1913 | Match amical | Suisse     | Bâle      | 1-2   |          |
| 15/03/1914 | Match amical | Pays-Bas   | Anvers    | 2-4   |          |
| 26/04/1914 | Match amical | Pays-Bas   | Amsterdam | 4-2   |          |